# Episodi di The imperfects
La prima stagione della serie televisiva The imperfects, composta da 10 episodi, è stata interamente pubblicata su Netflix, in tutti i paesi in cui è disponibile, l'8 settembre 2022.
| n° | Titolo originale            | Titolo italiano                          | Pubblicazione USA | Pubblicazione italiana |
| -- | --------------------------- | ---------------------------------------- | ----------------- | ---------------------- |
| 1  | Sarkov's Children           | I figli di Sarkov                        | 8 settembre 2022  | 8 settembre 2022       |
| 2  | Doug of the Dead            | Doug il morto vivente                    | 8 settembre 2022  | 8 settembre 2022       |
| 3  | Portland Warehouse Massacre | Il massacro di Portland                  | 8 settembre 2022  | 8 settembre 2022       |
| 4  | One of Us                   | Uno di noi                               | 8 settembre 2022  | 8 settembre 2022       |
| 5  | Zoe Must Be Destroyed       | Eliminate Zoe                            | 8 settembre 2022  | 8 settembre 2022       |
| 6  | Lest Ye Become a Monster    | Fai attenzione a non diventare un mostro | 8 settembre 2022  | 8 settembre 2022       |
| 7  | Cure All                    | La cura                                  | 8 settembre 2022  | 8 settembre 2022       |
| 8  | The Devil You Know          | Il male minore                           | 8 settembre 2022  | 8 settembre 2022       |
| 9  | All Monsters Attack         | L'attacco dei mostri                     | 8 settembre 2022  | 8 settembre 2022       |
| 10 | Destroy All Monsters        | La distruzione dei mostri                | 8 settembre 2022  | 8 settembre 2022       |